# Scott Hayden
Pour les articles homonymes, voir Hayden.
Scott Hayden était un compositeur afro-américain de musique ragtime né en 1882. Il est surtout connu pour avoir travaillé avec Scott Joplin, le plus grand musicien du genre. Ils composèrent ensemble quatre "rags" qui restèrent célèbres. Son travail en solo n'est composé que d'une seule œuvre, le Pear Blossoms de 1898. Il mourut à l'âge de 33 ans.

## Biographie
Scott Hayden est né à Sedalia dans le Missouri en 1882 qui deviendra un peu plus tard le bastion du genre ragtime. Il était le sixième des sept enfants de Marion et Julia Hayden. Ses frères et sœurs étaient Sarah J. (née en 1868), Mary E. (née en 1872), Charles (né en 1875), Earnest (né en 1879), et Julia (née en octobre 1884). Sa grand-mère paternelle, Littie Hayden, était née en Afrique. Il fut scolarisé à la "Lincoln High School", en même temps qu'un autre futur pianiste et collaborateur de Scott Joplin ; Arthur Marshall.
Hayden devait avoir entre 17 et 18 ans quand il rencontra pour la première fois Scott Joplin, qui fut son mentor pour l'apprentissage du piano ragtime. Il composa un morceau à la fin du XIXe siècle à seulement 16 ans, Pear Blossoms. C'est un morceau assez simple et facile à jouer pour les débutants en ragtime. Hayden travailla par la suite avec Scott Joplin sur quatre pièces qui restent comme parmi les plus belles du catalogue de Joplin.
Le Sunflower Slow Drag de 1901 tout d'abord, publiée juste avant son 19e anniversaire qui rencontra un grand succès. Il y eut ensuite Something Doing en 1903, où l'introduction fut composée par Hayden seul. Le troisième morceau composé avec Joplin fut le Felicity Rag de 1911, une pièce très technique et enjouée. La dernière collaboration entre les deux hommes fut pour Kismet Rag en 1913.
Scott Hayden eut trois épouses dans sa courte vie. Sa première, Nora Wright (née le 17 avril 1902 mourut en couches. Il épousera deux autres femmes, Maggie (en 1908) et Jeanette Wilkins (en 1910. Scott trouva finalement du travail à Chicago comme garçon d'ascenseur à l'hôpital "Cook County", et resta avec cet emploi les dernières années de sa vie. Il est mort dans cette ville le 16 septembre 1915, deux ans avant que Scott Joplin le rejoigne. Les rares œuvres qu'il laissa montrent une compréhension complexe de la syncope, et une grande vitalité et originalité dans sa musique.

## Liste des œuvres
1898
- Pear Blossoms

1901

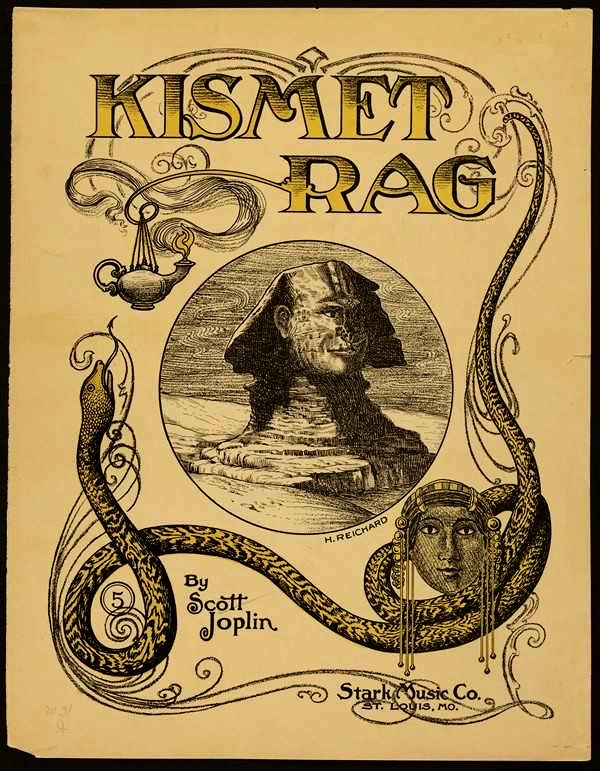
Kismet Rag, coécrit en 1913 avec Scott Joplin

- Sunflower Slow Drag (avec Scott Joplin)

1903
- Something Doing (avec Scott Joplin)

1911
- Felicity Rag (avec Scott Joplin)

1913
- Kismet Rag (avec Scott Joplin)